# Cor de Groot
Cor de Groot (Amsterdam, 7 juillet 1914 – Amsterdam, 26 mai 1993) est un pianiste et compositeur hollandais.

## Biographie
Cor de Groot étudie le piano avec Egbert Veen et Ulferts Schults et la composition et la direction avec Sem Dresden. En 1932, il est diplômé avec les plus hautes distinctions, jouant un concerto pour piano écrit par lui-même. Après avoir été soliste avec l'Orchestre du Concertgebouw, en 1936, il remporte le cinquième prix au concours international de piano de Vienne. Il a joué partout dans le monde et ses enregistrements sont souvent considérées comme des « trésors » musicaux. Il a été membre du jury du Concours Reine-Elisabeth en 1956.
En 1959, un trouble nerveux se développe dans sa main droite, mais il continue à jouer le répertoire pour la main gauche. Il arrange plus de 80 œuvres pour la main gauche ; ses Apparitions, pour piano [linkerhand alleen] (1961) ont été décrites par un critique comme « une musique pour piano intense et expressive qui devrait faire la joie du pianiste pour développer sa main gauche ». Peu à peu, il reprend l'usage de sa main droite.
Il est directeur musical de la fondation de la radio néerlandaise et a promu la musique contemporaine néerlandaise. Il effectue de nombreux enregistrements, tout en continuant à composer. Ses compositions comprennent de la musique pour piano, tels que les Variations imaginaires (1967) ; de la musique pour orchestre ; des œuvres vocales ; et de musique de chambre tels que la Sonatine pastorale pour hautbois et piano (1961). Il a été déclaré que le compositeur néerlandais Gerard Schurmann, avait composé ses Bagatelles (1945) pour de Groot, mais en fait ce n'est pas le cas. Il est mort à Amsterdam en 1993.

## Œuvres
- Symphonie classique (1930)
- Concerto pour piano (1931)
- Concerto classica pour piano et orchestre (1932)
- Concertino pour piano et orchestre (1939)
- Concerto pour deux pianos (1939)
- Sonatine (1940)
- Concerto pour flûte (1940)
- Goethe-liederen (1941)
- Bagatelles (quatre-mains) (1947)
- Quatuor à cordes (1947)
- Divertimento (1949)
- Oud-Hollandse suite (1950)
- Ouverture energico (1951)
- Wilhelmusouverture (1951)
- Capriccio pour piano et orchestre (1955)
- Musique de ballet
- Sonatine pastorale pour hautbois et piano (1961)

## Discographie
- Portrait de Cor de Groot : Beethoven (Concerto no 5, sonate pour piano no 17, Bagatelle arr. pour la main gauche) - Residentie-Orkest, dir. Willem van Otterloo (1951, 1954, 1959, coll. « Dutch masters » vol. 9, Philips) (OCLC 774710595)
- Beethoven, Concertos pour piano, Sonates nos 17 et 18 - Orchestre philharmonique de Vienne et Orchestre philharmonique de La Haye (5e), dir. Willem van Otterloo (1950-1954, Doremi DHR-7937-39) (OCLC 437257585)
- Chopin, Mazurkas (octobre/novembre 1988, 2CD Brillant Classics) (OCLC 441901255 et 441887147)